# Jana (Ol'skij rajon)
Jana (in lingua russa Яна) è un centro abitato dell'Oblast' di Magadan, situato nell'Ol'skij rajon.